# Vachellia
Vachellia, biljni rod iz porodice Fabaceae iz suptropskih i tropskih krajeva Amerike, Afrike, Azije i Australije. Postoji oko 160 vrsta grmova i drveća nazivanih trnovito drveće ili trnovite akacije, jer su se ove vrste nekada uključivale u rod akacija.

## Vrste
1. Vachellia abyssinica (Hochst. ex Benth.) Kyal. & Boatwr.
2. Vachellia acuifera (Benth.) Seigler & Ebinger
3. Vachellia albicorticata (Burkart) Seigler & Ebinger
4. Vachellia allenii (D.H.Janzen) Seigler & Ebinger
5. Vachellia amythethophylla (Steud. ex A.Rich.) Kyal. & Boatwr.
6. Vachellia ancistroclada (Brenan) Kyal. & Boatwr.
7. Vachellia anegadensis (Britton) Seigler & Ebinger
8. Vachellia antunesii (Harms) Kyal. & Boatwr.
9. Vachellia arenaria (Schinz) Kyal. & Boatwr.
10. Vachellia aroma (Gillies ex Hook. & Arn.) Seigler & Ebinger
11. Vachellia astringens (Gillies ex Hook. & Arn.) Speg.
12. Vachellia azuana R.G.García, Clase, Ebinger & Seigler
13. Vachellia baessleri H.D.Clarke, Seigler & Ebinger
14. Vachellia barahonensis (Urb. & Ekman) Seigler & Ebinger
15. Vachellia bavazzanoi (Pic.Serm.) Kyal. & Boatwr.
16. Vachellia belairioides (Urb.) Seigler & Ebinger
17. Vachellia bellula (Drake) Boatwr.
18. Vachellia biaciculata (S.Watson) Seigler & Ebinger
19. Vachellia bidwillii (Benth.) Kodela
20. Vachellia bilimekii (J.F.Macbr.) Seigler & Ebinger
21. Vachellia bolei (R.P.Subhedar) Ragup., Seigler, Ebinger & Maslin
22. Vachellia borleae (Burtt Davy) Kyal. & Boatwr.
23. Vachellia brandegeeana (I.M.Johnst.) Seigler & Ebinger
24. Vachellia bravoensis (Isely) Seigler & Ebinger
25. Vachellia bucheri (Vict.) Seigler & Ebinger
26. Vachellia bullockii (Brenan) Kyal. & Boatwr.
27. Vachellia burttii (Baker f.) Kyal. & Boatwr.
28. Vachellia bussei (Harms ex Y.Sjöstedt) Kyal. & Boatwr.
29. Vachellia californica (Brandegee) Seigler & Ebinger
30. Vachellia campeachiana (Mill.) Seigler & Ebinger
31. Vachellia caurina (Barneby & Zanoni) Seigler & Ebinger
32. Vachellia caven (Molina) Seigler & Ebinger
33. Vachellia × cedilloi (L.Rico) Seigler & Ebinger
34. Vachellia cernua (Thulin & A.S.Hassan) Kyal. & Boatwr.
35. Vachellia chiapensis (Saff.) Seigler & Ebinger
36. Vachellia choriophylla (Benth.) Seigler & Ebinger
37. Vachellia clarksoniana (Pedley) Kodela
38. Vachellia collinsii (Saff.) Seigler & Ebinger
39. Vachellia constricta (Benth.) Seigler & Ebinger
40. Vachellia cookii (Saff.) Seigler & Ebinger
41. Vachellia cornigera (L.) Seigler & Ebinger
42. Vachellia cucuyo (Barneby & Zanoni) Seigler & Ebinger
43. Vachellia curvifructa (Burkart) Seigler & Ebinger
44. Vachellia daemon (Ekman & Urb.) Seigler & Ebinger
45. Vachellia davyi (N.E.Br.) Kyal. & Boatwr.
46. Vachellia ditricha (Pedley) Kodela
47. Vachellia dolichocephala (Harms) Kyal. & Boatwr.
48. Vachellia douglasica (Pedley) Kodela
49. Vachellia drepanolobium (Harms ex Y.Sjöstedt) P.J.H.Hurter
50. Vachellia dyeri (P.P.Sw. ex Coates Palgr.) Kyal. & Boatwr.
51. Vachellia eburnea (L.f.) P.J.H.Hurter & Mabb.
52. Vachellia ebutsiniorum (P.J.H.Hurter) Kyal. & Boatwr.
53. Vachellia edgeworthii (T.Anderson) Kyal. & Boatwr.
54. Vachellia elatior (Brenan) Kyal. & Boatwr.
55. Vachellia erioloba (E.Mey.) P.J.H.Hurter
56. Vachellia erythrophloea (Brenan) Kyal. & Boatwr.
57. Vachellia etbaica (Schweinf.) Kyal. & Boatwr.
58. Vachellia exuvialis (I.Verd.) Kyal. & Boatwr.
59. Vachellia farnesiana (L.) Wight & Arn.
60. Vachellia fischeri (Harms) Kyal. & Boatwr.
61. Vachellia flava (Forssk.) Kyal. & Boatwr.
62. Vachellia flexuosa (Humb. & Bonpl. ex Willd.) Forero & C.Romero
63. Vachellia gentlei (Standl.) Seigler & Ebinger
64. Vachellia gerrardii (Benth.) P.J.H.Hurter
65. Vachellia × gladiata (Saff.) Seigler & Ebinger
66. Vachellia glandulifera (S.Watson) Seigler & Ebinger
67. Vachellia globulifera (Saff.) Seigler & Ebinger
68. Vachellia grandicornuta (Gerstner) Seigler & Ebinger
69. Vachellia guanacastensis (H.D.Clarke, Seigler & Ebinger) Seigler & Ebinger
70. Vachellia gummifera (Willd.) Kyal. & Boatwr.
71. Vachellia haematoxylon (Willd.) Seigler & Ebinger
72. Vachellia harala (Thulin & Al-Gifri) Ragup., Seigler, Ebinger & Maslin
73. Vachellia harmandiana (Pierre) Maslin, Seigler & Ebinger
74. Vachellia hebeclada (DC.) Kyal. & Boatwr.
75. Vachellia hindsii (Benth.) Seigler & Ebinger
76. Vachellia hockii (De Wild.) Seigler & Ebinger
77. Vachellia horrida (L.) Kyal. & Boatwr.
78. Vachellia hunteri (Oliv.) Ragup., Seigler, Ebinger & Maslin
79. Vachellia inopinata (Prain) Maslin, Seigler & Ebinger
80. Vachellia insulae-iacobi (L.Riley) Seigler & Ebinger
81. Vachellia jacquemontii (Benth.) Ali
82. Vachellia janzenii (Ebinger & Seigler) Seigler & Ebinger
83. Vachellia johnwoodii (Boulos) Ragup., Seigler, Ebinger & Maslin
84. Vachellia karroo (Hayne) Banfi & Galasso
85. Vachellia kingii (Prain) Maslin, Seigler & Ebinger
86. Vachellia kirkii (Oliv.) Kyal. & Boatwr.
87. Vachellia koltermanii R.G.García, M.M.Mejía, Ebinger & Seigler
88. Vachellia kosiensis (P.P.Sw. ex Coates Palgr.) Kyal. & Boatwr.
89. Vachellia lahai (Steud. & Hochst. ex Benth.) Kyal. & Boatwr.
90. Vachellia lasiopetala (Oliv.) Kyal. & Boatwr.
91. Vachellia latispina (J.E.Burrows & S.M.Burrows) Kyal. & Boatwr.
92. Vachellia leucophloea (Roxb.) Maslin, Seigler & Ebinger
93. Vachellia leucospira (Brenan) Kyal. & Boatwr.
94. Vachellia luederitzii (Engl.) Kyal. & Boatwr.
95. Vachellia macracantha (Humb. & Bonpl. ex Willd.) Seigler & Ebinger
96. Vachellia malacocephala (Harms) Kyal. & Boatwr.
97. Vachellia mayana (Lundell) Seigler & Ebinger
98. Vachellia mbuluensis (Brenan) Kyal. & Boatwr.
99. Vachellia melanoceras (Beurl.) Seigler & Ebinger
100. Vachellia myaingii (Lace) Maslin, Seigler & Ebinger
101. Vachellia myrmecophila (R.Vig.) Boatwr.
102. Vachellia natalitia (E.Mey.) Kyal. & Boatwr.
103. Vachellia nebrownii (Burtt Davy) Seigler & Ebinger
104. Vachellia negrii (Pic.Serm.) Kyal. & Boatwr.
105. Vachellia nilotica (L.) P.J.H.Hurter & Mabb.
106. Vachellia oerfota (Forssk.) Kyal. & Boatwr.
107. Vachellia origena (Hunde) Kyal. & Boatwr.
108. Vachellia oviedoensis (R.G.García & M.M.Mejía) Seigler & Ebinger
109. Vachellia pacensis (Rudd & A.M.Carter) Seigler & Ebinger
110. Vachellia pachyphloia (W.Fitzg) Kodela
111. Vachellia pallidifolia (Tindale) Kodela
112. Vachellia paolii (Chiov.) Kyal. & Boatwr.
113. Vachellia pennatula (Schltdl. & Cham.) Seigler & Ebinger
114. Vachellia permixta (Burtt Davy) Kyal. & Boatwr.
115. Vachellia pilispina (Pic.Serm.) Kyal. & Boatwr.
116. Vachellia planifrons (Wight & Arn.) Ragup., Seigler, Ebinger & Maslin
117. Vachellia polypyrigenes (Greenm.) Seigler & Ebinger
118. Vachellia prasinata (Hunde) Kyal. & Boatwr.
119. Vachellia pringlei (Rose) Seigler & Ebinger
120. Vachellia pseudoeburnea (J.R.Drumm. ex Dunn) Ragup., Seigler, Ebinger & Maslin
121. Vachellia pseudofistula (Harms) Kyal. & Boatwr.
122. Vachellia qandalensis (Thulin) Kyal. & Boatwr.
123. Vachellia quintanilhae (Torre) Kyal. & Boatwr.
124. Vachellia reficiens (Wawra & Peyr.) Kyal. & Boatwr.
125. Vachellia rehmanniana (Schinz) Kyal. & Boatwr.
126. Vachellia rigidula (Benth.) Seigler & Ebinger
127. Vachellia robbertsei (P.P.Sw. ex Coates Palgr.) Kyal. & Boatwr.
128. Vachellia robusta (Burch.) Kyal. & Boatwr.
129. Vachellia roigii (León) Seigler & Ebinger
130. Vachellia rorudiana (Christoph.) Seigler & Ebinger
131. Vachellia ruddiae (D.H.Janzen) Seigler & Ebinger
132. Vachellia × ruthvenii Seigler & Ebinger
133. Vachellia schaffneri (S.Watson) Seigler & Ebinger
134. Vachellia schottii (Torr.) Seigler & Ebinger
135. Vachellia sekhukhuniensis (P.J.H.Hurter) Kyal. & Boatwr.
136. Vachellia seyal (Delile) P.J.H.Hurter
137. Vachellia siamensis (Craib) Maslin, Seigler & Ebinger
138. Vachellia sieberiana (DC.) Kyal. & Boatwr.
139. Vachellia sphaerocephala (Cham. & Schltdl.) Seigler & Ebinger
140. Vachellia × standleyi (Saff.) Seigler & Ebinger
141. Vachellia stuhlmannii (Taub.) Kyal. & Boatwr.
142. Vachellia suberosa (A.Cunn. ex Benth.) Kodela
143. Vachellia sutherlandii (F.Muell.) Kodela
144. Vachellia swazica (Burtt Davy) Kyal. & Boatwr.
145. Vachellia tanjorensis (Ragup., Thoth. & A.Mahad.) Ragup., Seigler, Ebinger & Maslin
146. Vachellia tenuispina (I.Verd.) Kyal. & Boatwr.
147. Vachellia tephrophylla (Thulin) Kyal. & Boatwr.
148. Vachellia theronii (P.P.Sw.) Boatwr.
149. Vachellia tomentosa (Rottler) Maslin, Seigler & Ebinger
150. Vachellia torrei (Brenan) Kyal. & Boatwr.
151. Vachellia tortilis (Forssk.) Galasso & Banfi
152. Vachellia tortuosa (L.) Seigler & Ebinger
153. Vachellia valida (Tindale & Kodela) Kodela
154. Vachellia vernicosa (Britton & Rose) Seigler & Ebinger
155. Vachellia viguieri (Villiers & Du Puy) Boatwr.
156. Vachellia walwalensis (Gilliland) Kyal. & Boatwr.
157. Vachellia xanthophloea (Benth.) Banfi & Galasso
158. Vachellia yemenensis (Boulos) Ragup., Seigler, Ebinger & Maslin
159. Vachellia zanzibarica (S.Moore) Kyal. & Boatwr.
160. Vachellia zapatensis (Urb. & Ekman) Seigler & Ebinger
161. Vachellia × ziggyi Seigler & Ebinger

## Sinonimi
- Acacia quintanilhae Torre[1]